# Trevor Flannagan-Tordjman
Trevor Flannagan-Tordjman (Kitchener, 22 novembre 1995) è un attore e ballerino canadese.
Noto per il ruolo di James nella serie tv The Next Step e per il ruolo di Bucky nel film Disney Zombies.

## Biografia
Inizia a ballare all'età di quattro anni.
Nel 2013 ottiene il ruolo di James nella serie televisiva The Next Step. Nel 2015 interpreta il ruolo di Nate nel film Full Out. Dal 2015 recita nella serie tv Lost & Found Music Studios, spin-off della serie The Next Step.
Nel 2018 interpreta il ruolo di Bucky nel film per Disney Channel Zombies. Nel 2020 interpreta nuovamente questo ruolo nel sequel del film, Zombies 2. Sempre nello stesso anno, entra a far parte del cast della serie tv Summer Camp.

## Filmografia
- The Next Step - Serie TV (2013-2020)
- Full Out, regia di Sean Cisterna - Film  (2015)
- Lost & Found Music Studios - Serie TV (2015-2017)
- Zombies, regia di Paul Hoen – film TV (2018)
- Zombies 2, regia di Paul Hoen – film TV (2020)
- Summer Camp - Serie TV (2021-in corso)
- Zombies 3, regia di Paul Hoen - film TV (2022)

## Video Musicali
- 2020 - Impress (Meg Donnelly)